# Gare d’Ancenis
Gare d'Ancenis – stacja kolejowa w Ancenis, w departamencie Loara Atlantycka, w regionie Kraj Loary, we Francji. Znajduje się na linii Tours-Le Croisic. Jest obsługiwana przez pociągi TER Pays de la Loire.